# 大澤義明
大澤 義明（おおさわ よしあき、1959年3月10日 - ）は日本の都市工学者。専門は都市計画、地域科学、社会工学。筑波大学教授。

## 研究
博士論文では施設配置をテーマに選び、熊本大学時代はこの研究を熊本の都市計画に適用した。1993年からは1年間ベルギーのDominique Peetersのもとに留学し、既に数値的解析がなされていた最適配置について理論的な解析を試み始める。
2000年より基盤研究「迷惑施設の多目的計画配置問題に関する理論研究」が採択され、その成果をEuropean Economic Review誌やNaval Research Logistics誌に発表する。なかでも、2000年Naval Research Logistics誌に掲載された施設配置に関する研究が評価され、翌2001年にはこの論文に対して日本オペレーションズ・リサーチ学会より文献賞が贈られる。この論文は、迷惑施設の最適配置を、最遠ボロノイ図と最近ボロノイ図を組み合わせることによって解析的に導出できることを証明したものである。
2002年からは基盤研究「欧州における間接税競争・税調和政策の実態調査」が採択され、欧州における税競争に対して地理的なアプローチを適用した研究を開始したほか、栗田治らと共同で景観の評価に関する研究を行う。
2006年からは白波瀬佐和子らと共同で、住民投票による社会基盤施設整備の地理空間的な配置特性に関する研究を行う。この研究で大澤らは民主主義と経済的効率性の間のトレードオフに着目しており、後に庁舎などの公共施設建設も対象として研究を行った。
また、地方分権、少子高齢化と縮小社会、インフラの老朽化などの社会問題に対する数理的アプローチに基づいた研究も行う。
2009年には都市空間の数理的解析による一連の研究に対して日本都市計画学会論文賞が授与された。選考に際して、(1) 直接的な効用のみならず公平性の観点も考慮した実用的な施設配置モデリングによる理論的発展、(2) 都市景観の計量解析に基づいた天空率や天空比などに関連させた具体的な提言、(3) 経済的均衡分析と地理ネットワークを融合させるなどの地理的空間構造分析の新たな方法論を構築した点、などが評価され、受賞が決定した。

## 来歴
1959年3月10日、青森県三沢市に家電量販店を営む家の長男として生まれる。実家は三沢飛行場の傍にあり、米国軍人の豊かな住環境に憧れを抱く。
1977年、「社会工学」「学際研究」といった言葉に憧れて、当時筑波大学に新設されたばかりの第三学群（現・理工学群）社会工学類に第1期生として入学する。一年次のクラス担任は小島重次や松原望らであったという。父の急死により青森の実家に戻ることを迫られて休学し、復学までの一年間は家電製品の訪問販売セールスマンとして働く。1982年に社会工学類を卒業したが、卒業までに1年間の休学を挟んでいたために指導教員の腰塚武志らから「1.5期生」と呼ばれた。
1987年、筑波大学社会工学研究科都市地域計画学専攻（現・社会工学専攻） を修了し、学術博士を取得する。
その後、東京大学工学部特別研究員（1987-88年）、熊本大学工学部助手（1988-91年）などを経て、1991年から筑波大学社会工学系に奉職する。2002年に教授に昇任し、2009年から学長補佐を務める。2010年には教育社会連携推進室長に就任し、高大連携の推進にも取り組む。
2011年4月より筑波大学大学院システム情報工学研究科社会システム・マネジメント専攻（現・社会工学専攻）の専攻長を、同11月より社会工学系長（現・社会工学域長）を2015年3月まで務めた。
2014年9月現在、応用地域学会の機関学術雑誌『応用地域学研究』の編集長を務める。
大澤は学識経験者や有識者として学外での活動も行っている。2001年にはつくば市によるITを活用するための推進プラン策定のための懇親会世話役・座長を務めた。2015年9月に発生した関東・東北豪雨により被災した常総市の復興を検討する「市復興ビジョン懇話会」の座長も務めている。その他にも、地方創生に関するシンポジウムの基調講演などを行う。

### 略年譜
- 1959年 - 出生
- 1982年 - 筑波大学第三学群社会工学類 卒業
- 1987年 - 学術博士
- 1991年 - 筑波大学社会工学系（講師、助教授、教授）
- 2009年 - 筑波大学 学長補佐

## 著作
共編著
- 八木勇治・大澤義明（編） 編『巨大地震による複合災害―発生メカニズム・被害・都市や地域の復興―』筑波大学出版会。ISBN 978-4-904074-38-1。

主な論文
- Yoshiaki Ohsawa (1990). “Spatial competition and the joint consumption of services”. Journal of Regional Science（英語版） 30 (4):  489-503. doi:10.1111/j.1467-9787.1990.tb00117.x.
- Yoshiaki Ohsawa (1999). “Cross-border shopping and commodity tax competition among governments”. Regional Science and Urban Economics 29 (1):  33-51. doi:10.1016/S0166-0462(97)00028-8.
- Yoshiaki Ohsawa; Takeshi Koshizuka (2000). “Evaluation of Zone Orderings Based on the Correlation of Order Differences and Distances”. Geographical Analysis（英語版） 32 (2):  173-185. doi:10.1111/j.1538-4632.2000.tb00423.x.
- Yoshiaki Ohsawa (2000). “Bicriteria Euclidean location associated with maximin and minimax criteria”. Naval Research Logistics 47 (7):  581-592. doi:10.1002/1520-6750(200010)47:7<581::AID-NAV3>3.0.CO;2-R.
- Yoshiaki Ohsawa; Hirofumi Kagaya; Takeshi Koshizuka (2002). “Map projection errors in the Weber problem”. Journal of Geographical Systems（英語版） 4 (3):  325-342. doi:10.1007/s101090200087.
- Yoshiaki Ohsawa (2003). “A spatial tax harmonization model”. European Economic Review 47 (3):  443-459. doi:10.1016/S0014-2921(01)00148-9.

## 受賞
- 1984年 - 日本オペレーションズ・リサーチ学会学生論文賞（第2回）[24]
- 2001年 - 日本オペレーションズ・リサーチ学会文献賞（現・研究賞。第29回）[5]
- 2009年 - 日本都市計画学会論文賞[13]